# Панахиан, Махмуд
Махмуд Панахиан или Махмуд Панахиан Тебризи (1908, Тебриз — 1981) — генерал-майор, учёный, член Азербайджанской Демократической партии. Во время существования Национального правительства Азербайджана занимал должности начальника Главного штаба армии, председателя Военного суда и директора Тебризского военного училища.
В 1970 году был приглашён иракским правительством в Багдад. В Ираке он основал группы «Багдадское радио» и «Национальный фронт народов Ирана», выступавшие против династии Пехлеви. Написал несколько монографий по истории и географии Ирана. Обладал учёной степенью доктора исторических и географических наук.
Происходит из рода Джаваншир. Является потомком (праправнуком) карабахского хана Ибрагим Халил-хана и правнуком Абульфат-хана.

## Биография
Махмуд Гуламхусейн хан оглы Панахиан родился в 1908 году в городе Тебриз. Начальное образование получил у муллы. Позднее окончил Высшее офицерское училище в Тегеране. Служил в шахской армии в разных регионах. В 1943 году вместе со своим братом Али вступил в партию «Туде». В сентябре 1945 года покинул шахскую армию, приехал в Тебриз и присоединился к Азербайджанской Демократической партии. В тех краях (Хой, Маку, Салмас) он участвовал в создании отрядов федаинов.
После образования Национального правительства Азербайджана Джафар Кавиан был назначен Сеид Джафаром Пишевери министром народного войска. За короткий срок в формирующиеся народные войска были собраны триста офицеров различных званий. Четырнадцать офицеров получили звание полковника, а девять — звание генерала. Общая численность войск достигла 18 тысяч человек. Открылись несколько военных училищ. Махмуд Панахиан, получив по решению Национального правительства Азербайджана генеральское звание, был назначен начальником Главного штаба Национальной армии. Кроме того, он руководил Тебризским военным училищем и военным судом.
20 декабря 1945 года Национальный Меджлис (парламент) Национального правительства Азербайджана принял закон об учреждении народного войска «Кызылбаш». Вновь созданным войскам правительство дало название «Кызылбаш», позаимствованное у шаха Исмаила Хатаи, который именно так называл своё войско. Был создан Главный военный штаб «Кызылбаш». В его состав вошли: Джафар Кавиан, Абдулгасым Азими, Гулам Яхъя, Сеид Джафар Пишевери, Мирза Реби Кябири, Махмуд Панахиан, Наваи, Мёхсюн Миланийан, Абдульрза Азер. В 1946 году, за участие в национально-демократическом движении и проявленную доблесть при создании Национального правительства, он был награждён медалью «21 Азер».
1 августа 1946 года делегация под руководством Саламуллы Джавида, в которую входили Хаджи Мирза Али Шабустери, Садых Падиган, генерал Махмуд Панахиан, полковник Муртазави, майор Тограи, отправилась в Тегеран на переговоры.
13 декабря 1946 года, при поддержке США и Великобритании, иранская армия вошла в Тебриз. Это привело к падению Национального правительства Азербайджана. После его ликвидации Махмуд Панахиан уехал в Баку. По указанию Мир Джафара Багирова он и другие руководители Демократической партии Азербайджана были сначала размещены в Мярдякане. До 1970 года занимался в Баку научной деятельностью в различных областях. В 1970 году получил приглашение от иракского правительства переехать в Багдад. Там сотрудничал с оппозицией режиму Пехлеви, издавал журнал «Иттихад» («Единство») на азербайджанском, курдском, белуджском и персидском языках, а также основал группы «Багдадское радио» и «Национальный фронт народов Ирана». 12 августа 1970 года генерал Теймур Бахтияр был убит агентом САВАК во время охоты; на это мероприятие был приглашён и Махмуд Панахиан, однако, не поехав туда, избежал гибели. В 1975 году, после заключения Алжирского соглашения, Махмуд Панахиан вновь вернулся в Баку.
Он написал несколько монографий по истории и географии Ирана. На основе материалов, собранных Географическим управлением Генерального штаба иранской армии в 1949—1953 годах, выпустил четырёхтомное издание «Национальный географический словарь иранских тюрков». Первые два тома вышли в августе 1972 года, а следующие два — в феврале 1973 года. В этой книге он представил статистику о местах проживания тюрков, их численности, а также сведения об их истории. Получил учёную степень доктора исторических и географических наук.
Скончался в 1981 году.

## Семья
Махмуд Панахиан происходит из рода Джаваншир. Является потомком (праправнуком) карабахского хана Ибрагим Халил-хана и правнуком Абульфат-хана.

## Внешние ссылки

### Книги
- Национальный географический словарь иранских тюрков, II том, 1972 г.
- Национальный географический словарь иранских тюрков, IV том, 1973 г.